# Eteläsuomalainen osakunta
Eteläsuomalainen osakunta (förkortat ESO, svenska: "Sydfinska nationen") är en studentnation vid Helsingfors universitet, grundad 1905 efter att finskspråkiga och finsksinnade medlemmar av dåvarande Nyländska avdelningen (Nylands nation) brutit sig ur denna och bildat en egen nation. Nationen firar sin årsfest den 10 oktober, Aleksis Kivis födelsedag.

## Inspektorer
- Edvard Hjelt 1905-1906
- Kaarle Krohn 1906-1928
- Uunio Saalas 1928–1937
- Yrjö Reenpää 1937–1949
- Arvo Sipilä 1949–1957
- Ernst Palmén 1957-1967
- Yrjö Blomstedt 1968-1976
- Matti Klinge 1976-1986
- Antti Ahlström 1986–2000
- Kimmo Kontula 2000-2010
- Laura Kolbe 2010-2021
- Tuomas Heikkilä 2021-

## Vännationer
- Nylands nation, Helsingfors
- Eesti Üliõpilaste Selts Põhjala
- Eesti Naisüliõpilaste Selts
- Stockholms nation, Uppsala
- Värmlands nation, Uppsala
- Malmö nation, Lund
- Studenterforeningen, Köpenhamn
- Allgemeine Studierenden Ausschuss vid Johannes Gutenberg Universität, Mainz
- Teknillisen korkeakoulun Sähköinsinöörikilta, Helsingfors